# Carepalxis beelzebub
Carepalxis beelzebub är en spindelart som först beskrevs av Johan Coenraad van Hasselt 1873.  Carepalxis beelzebub ingår i släktet Carepalxis och familjen hjulspindlar.
Artens utbredningsområde är Victoria, Australien. Inga underarter finns listade.